# Manuel González Millán
Manuel González Millán, más conocido como Manu González (n. Madrid, 9 de septiembre de 1982), es un entrenador de fútbol español, que actualmente dirige a la Agrupación Deportiva Unión Adarve de la Segunda División RFEF.

## Carrera deportiva
En la temporada 2017-18, sería segundo entrenador de la Gimnástica Segoviana Club de Fútbol de la Segunda División B de España, formando parte del cuerpo técnico de Abraham García Aliaga.
En verano de 2018, tras el descenso de la Gimnástica Segoviana Club de Fútbol a la Tercera División de España, se hace cargo del primer equipo al que dirigiría durante 3 temporadas, clasificándolo las dos primeras temporadas en la segunda posición del Grupo VIII. 
En la temporada 2020-21, la Gimnástica Segoviana Club de Fútbol acabaría en primera posición del Grupo VIII de la Tercera División de España y lograría el ascenso a la Segunda División RFEF.
En la temporada 2021-22, Manu continuaría en el conjunto segoviano dirigiéndolo en la nueva categoría de la Segunda División RFEF. El 12 de marzo de 2022, sería destituido tras 25 jornadas de liga.
El 15 de junio de 2022, se convierte en entrenador de la Agrupación Deportiva Unión Adarve de la Segunda División de España.

## Trayectoria como entrenador
| Club                                                 | País   | Año             |
| ---------------------------------------------------- | ------ | --------------- |
| Gimnástica Segoviana Club de Fútbol (2.º entrenador) | España | 2017-2018       |
| Gimnástica Segoviana Club de Fútbol                  | España | 2018-2022       |
| Agrupación Deportiva Unión Adarve                    | España | 2022-Actualidad |